# 阿爾漢海爾斯卡鎮
46°38′6″N 33°42′17″E / 46.63500°N 33.70472°E
阿爾漢海爾斯卡镇（烏克蘭語：Архангельська Слобода）是位於烏克蘭南部的村莊，由赫爾松州卡霍夫卡區的澤萊尼皮德市鎮負責管轄。該村面積0.92平方公里，海拔高度44米，2001年人口1,136，人口密度每平方公里1,236.1人。